# Pierre Gaspard-Huit
Jean Michel Pierre Gaspard-Huit (* 29. November 1917 in Libourne, Département Gironde; † 1. Mai 2017 in Paris) war ein französischer Regisseur und Drehbuchautor bei Film und Fernsehen.

## Leben und Wirken
Gaspard-Huit erlernte sein filmisches Handwerk als Assistent von Regisseuren wie Julien Duvivier, René Clair und Christian-Jaque. Im Zweiten Weltkrieg eingezogen, geriet er 1940 für mehrere Jahre in deutsche Gefangenschaft. Noch zum Jahresbeginn 1945 holte ihn der NS-Regisseur Hans Steinhoff nach Prag und machte ihn bei dem farbigen Kriminalfilm Shiva und die Galgenblume zu seinem Regieassistenten. Nachdem sich im März desselben Jahres ein Großteil der Filmcrew aus dem für reichsdeutsche Staatsbürger unsicher gewordenen Prag abgesetzt hatte, kehrte auch Gaspard-Huit nach Frankreich zurück.
In Paris setzte er mit Coïncidences 1946 seine Tätigkeit als Regieassistent fort. Bei dem 1948 entstandenen belgischen Film Passeurs d’or durfte Gaspard-Huit erstmals als Hilfsregisseur arbeiten. 1954 schrieb er das Drehbuch zum Krimi Gangster von Paris. Unmittelbar darauf gab Pierre Gaspard-Huit, nach einigen Regieversuchen bei Kurz- und Dokumentarfilmen, seinen Einstand als alleiniger Regisseur eines abendfüllenden Spielfilms. Sein nur gut zehn Jahre umfassendes Kinospielfilm-Œuvre umfasst durchgehend Unterhaltungsproduktionen ohne größere künstlerische Ambitionen, darunter Inszenierungen mit Brigitte Bardot (Die Braut war viel zu schön), Jean Marais (Fracass, der freche Kavalier) und Anna Karina (Sheherazade). Auch mit deutschsprachigen Filmkünstlern hat Pierre Gaspard-Huit immer wieder gefilmt, darunter Peter van Eyck, Erika Remberg, Paul Hubschmid, Hildegard Knef und Romy Schneider, die unter seiner Regie in der Liebelei-Version Christine die Titelrolle spielte.
Seit Mitte der 1960er Jahre konzentrierte sich Pierre Gaspard-Huit auf die Regie von Fernsehfilmen, darunter mehrere Abenteuermehrteiler. Besonders erfolgreich war sein Weihnachten 1969 als ZDF-Vierteiler ausgestrahlter Lederstrumpf-Film mit Hellmut Lange in der Titelrolle. Nebenbei schrieb er aber auch weiterhin Drehbücher für Fernsehinszenierungen anderer Regisseure. 1983 beendete Gaspard-Huit seine künstlerischen Aktivitäten als Drehbuchautor des vom Kollegen Christian-Jaque umgesetzten deutsch-französischen Fernsehvierteilers Der Mann von Suez.

## Filme (komplett)
nur als Regisseur, wenn nicht anders angegeben
- 1949: La vie tragique d’Utrillo (kurzer Dokumentarfilm)
- 1951: L’herbe à la Reyne (Kurzfilm, auch Drehbuch)
- 1952: La fugue de Monsieur Perle (Co-Regie)
- 1953: La marche glorieuse (Co-Regie, Dokumentarfilm)
- 1953: Le cœur frivole (Co-Regie, Kurzfilm)
- 1955: Das Mädchen vom dritten Stock (Sophie et le crime) (auch Drehbuch)
- 1955: Oh la la, Chéri (Paris coquin)
- 1956: Die Braut war viel zu schön (La mariée est trop belle) (auch Drehbuch)
- 1957: Die Wäscherinnen von Portugal (Les lavandières du Portugal) (auch Drehbuch)
- 1958: Christine (auch Drehbuch)
- 1960: Fracass, der freche Kavalier (Le capitaine Fracasse) (auch Drehbuch)
- 1962: Sheherazade (Shéhérazade) (auch Drehbuch)
- 1963: Geheimagentin in Gibraltar (Gibraltar)
- 1966: Karriere (A belles dents) (auch Drehbuch)
- 1969: Die Lederstrumpferzählungen (Fernseh-Vierteiler, auch Drehbuchmitarbeit)
- 1970: Les Galapiats (Fernsehserie, auch Drehbuchmitarbeit)
- 1973: Le neveu d’Amérique (Fernsehserie, auch Drehbuchmitarbeit)
- 1974: Paul et Virginie (Fernsehserie, auch Drehbuchmitarbeit)